# Gayophytum humile
Gayophytum humile är en dunörtsväxtart som beskrevs av Antoine Laurent de Jussieu. Gayophytum humile ingår i släktet Gayophytum och familjen dunörtsväxter. Inga underarter finns listade i Catalogue of Life.